# Аталанта
За италианския футболния отбор вижте Аталанта (отбор).
Аталанта (на старогръцки: Ἀταλάντη, Ἀταλάντα, Atalante, Atalanta) в древногръцката митология е девица ловджийка, дъщеря на Климена.
В разказите от Беотия се казва, че нейният баща е Схеней, син на Атамант, в Аркадия – Яс, син на Ликург, син на Алей.
След раждането на Аталанта нейният баща е разочарован, че не е момче, и я изхвърля на хълм близо до Калидон. Артемида изпраща мечка, която кърми детето. То расте при ловците и става най-бързата по тичане в Гърция. Аталанта става амазонска ловджийка и се заклева да остане завинаги девица. Яс я признава за своя дъщеря и иска да я омъжи. Тя се омъжва за Меланион, победителят с хитрост в организираното от нея надбягване, и има с него син Партенопей. Според друга версия те са превърнати в свине, преди да се съберат.
Според Аполодор (Библиотека, трета кн., 9.2) тя е дъщеря на Яс (син на Ликург и Клеофила) и Климена (дъщеря на Миний). Аталанта участва в Калидонския лов, където убива чудовищния глиган, тероризиращ околностите на града. В лова тя участва заедно с героя Мелеагър, който ѝ помага в отблъскването на едно нападение на кентаври. По-късно тя побеждава героя Пелей в двубой. Омъжва се за Меланион, след като губи битката си с него, а върховният бог Зевс превръща двамата съпрузи в лъвове.
Според повечето автори Аталанта е единствената жена, която пътува заедно с Аргонавтите в похода за Златното руно. В по-късните версии на разказа от V в. пр. Хр. се забелязва тенденция някои автори да отричат вероятността Язон да е допуснал жена на борда.
Според Еврипид тя е дъщеря на Менал, омъжва за Хипомен, а не за Меланион. Ражда от Меланион (или от Арес) Партенопей, който участва в похода срещу Тива. Според Хезиод Аталанта е дъщеря на Схоней.
- Аталанта в Палацо Барберини
- Борбата на Пелей и Аталанта при траурните игри за цар Пелий, на хидрия от 550 пр.н.е.
- Аталанта и Меланион при надбягването им. Картина от Гуидо Рени (1615 – 1625)